# Bonifácio Lázaro Lozano
Bonifácio Lázaro Lozano (Nazaré, 15 de fevereiro de  1906 - Madrid, 24 de abril de 1999), foi um pintor português.
Estudou na Escola de Artes e Ofícios de Setúbal e em Lisboa na Escola Superior de Belas Artes. Filho de pais espanhóis radicados em Portugal e ligados ao setor do peixe, Bonifácio Lázaro Lozano, um pintor de veia expressionista, dedicou uma grande parte da sua obra à gente da Nazaré (sua terra Natal) e à sua constante luta nas difíceis fainas do mar e da pesca.
Lázaro Lozano completou ainda a sua carreira na Academia de Belas Artes de San Fernando, em Madrid. A sua obra foi inúmeras vezes reconhecida com prémios e medalhas. Os seus trabalhos poderão ser contemplados em museus de diversos países, tais como em Portugal, no Museu José Malhoa (Caldas da Rainha), no Museu da Nazaré, sua terra natal, no Museu do Chiado (Lisboa), além de outros; no Columbus Museum, Geórgia (EUA).  No Reino Unido, Universidade de Leeds. Em Espanha, Museu Provincial (Badajoz), Ministério de Assuntos Exteriores (Madrid). África; Museu da Cidade de Lourenço Marques e em diversas colecções particulares espalhadas por toda a parte do mundo.
Bonifácio Lázaro Lozano disse: "Que teria sido de mim, se não tivesse encontrado a Nazaré?"  Seu amor, respeito pela terra natal e pelo pescador português e suas famílias, ocupam no mundo da arte, uma sensibilidade humana difícil de ultrapassar.
Expôs na Galeria Estil de Valência, em abril de 1963.

## Prémios
- Prémio Anunciação 1927[4]
- Medalha de prata na SNBA (1935)[2]
- Medalha de bronze pelo Ministério de Cultura de Madrid (1941)[2]
- Prémio Rocha Cabral (1942)[2]
- Medalha de prata na Exposição Nacional de Madrid (1943)[2]
- "Ordem de Cristo" (1946)[2]
- Medalha de ouro pela SNBA (1949)[2]
- 2º Prémio Silva Porto (1953)[2]
- Prémio Columbano (1953)[2]
- 1º Prémio Silva Porto no SNI (1958)[2]
- Prémio de la Disputacio Provincial de Badajoz (1962)[2]
- Medalha de mérito da Câmara Municipal de Oeiras (1993)[2]